# Віктор Гомес
Віктор Мігел де Фрейташ Гомеш (порт. Victor Miguel de Freitas Gomes, 15.грудня.1982, Йоганнесбург) — південноафриканський футбольний арбітр португальського походження. З 2008 року обслуговує матчі вищого дивізіону вищого дивізіону ПАР. Арбітр ФІФА з 2011 року. Був визнаний найкращим арбітром сезону ПАР у 2012/13 та 2017/18 роках.

## Кар'єра
Працював на таких міжнародних змаганнях:
- Чемпіонат африканських націй 2014 (2 матчі)
- Кубок африканських націй 2015 (1 матч)
- Молодіжний кубок африканських націй 2017 (1 матч)
- Чемпіонат африканських націй 2018 (2 матчі)
- Кубок африканських націй 2019 (2 матчі)
- Юнацький чемпіонат світу 2019[4][5] (2 матчі)
- Футбольний турнір на Олімпійських іграх 2020 (2 матчі)
- Кубок африканських націй 2021
- У 2022 році обраний арбітром на ЧС 2022 у Катарі.[6]